# Liu Xu
Liu Xiu (chinois simplifié : 刘昫 ; chinois traditionnel : 劉昫, né en 888 et décédé en 947 est un écrivain et historien chinois, notamment auteur de l'Ancien livre des Tang.

## Biographie
Liu Xu est né en 888, sous le règne de l'Empereur Tang Xizong. Sa famille était de la préfecture de Zhuo ((涿州, aujourd'hui Zhuozhou (涿州市), à Baoting dans la province de Hebei). Son grand-père, Liu Cheng (劉乘) et son père Liu Yin (劉因), servent tous dans comme officiers dans la préfecture de You (zh) (幽州, aujourd'hui à Pékin).